# Brother Louie (chanson de Hot Chocolate)
Pour les articles homonymes, voir Brother Louie.
Brother Louie est une chanson du groupe britannique Hot Chocolate écrite par Errol Brown et Tony Wilson en 1973. Elle est reprise peu après par le groupe américain Stories.
Elle a été également adaptée la même année en français par Claude François, sous le titre Dis-lui pour moi.

## Réutilisations
Cette chanson fait également partie de la bande originale du film québécois C.R.A.Z.Y. de Jean-Marc Vallée, sorti en 2005. Elle est aussi le générique de la série américaine Louie, diffusée sur FX entre 2010 et 2015.